# Lysekils kyrka
Lysekils kyrka är en kyrkobyggnad belägen på ett högt berg i centrala Lysekil. Sedan 2023 tillhör kyrkan Lysekils södra församling (tidigare Lysekils församling) i Göteborgs stift. Omkring trehundra meter nordväst om kyrkan ligger pastorsexpeditionen.

## Kyrkobyggnaden

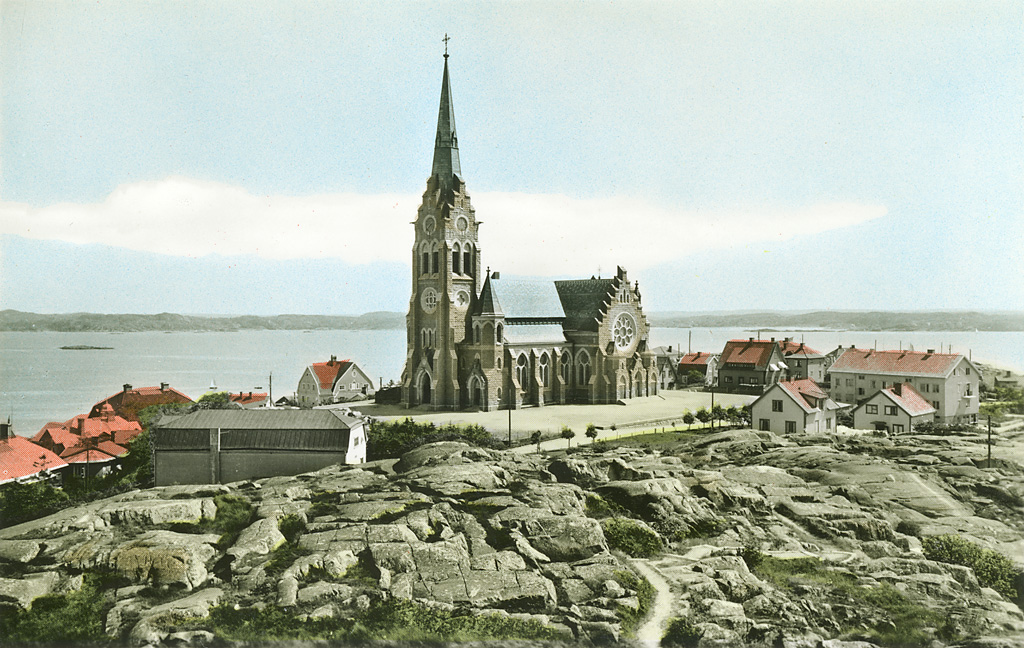
Lysekils kyrka, mitten av 1900-talet.

Första kyrkan på platsen var en mindre träkyrka som 1545 flyttades hit från annan plats. Andra träkyrkan uppfördes 1796-1798 och försågs med torn 1817. Kyrkan såldes och flyttades 1906 till Malmön där den återuppfördes under namnet Malmöns kyrka.
Nuvarande korskyrka i nygotisk stil uppfördes 1899-1901 efter ritningar av arkitekt Adrian C. Peterson och är den största i Bohuslän. Kyrkan är byggd av granit och består av ett långhus med nord-sydlig orientering. I söder finns ett femsidigt kor omgivet av en lägre femsidig utbyggnad där sakristian är inrymd. Vid långhusets norra sida finns ett högt kyrktorn omgivet av två lägre åttkantiga trapptorn. Från långhusets östra och västra sidor sträcker sig korsarmar ut.
Kyrkorummet är indelat i tre skepp. Kor och korbåge har målningar utförda 1918-1921 av Brocke Blückert och är renoverade 1953 av samme konstnär. Kyrkorummets övriga målningar är utförda 1925-1942 av Albert Eldh. Alla fönster har glasmålningar tillverkade av Stockholms glasmåleri efter skisser av Albert Eldh.

## Inventarier
- Predikstolen är snidad 1672 av Marcus Jäger den äldre. Den tillverkades för Christinæ kyrka/tyska kyrkan i Göteborg, men såldes 1797 till Lysekil.[3]
- Dopfunten av ljus granit ritades 1900 av ingenjör Ernst Moritz Arndt. 1960 försågs funten med en ny och lägre fot.
- En förgylld sockenbudskalk är från mitten av 1600-talet.
- I västra sidoskeppet finns en äldre altartavla från förra kyrkan.

### Orglar
- Den första orgeln var byggd 1879 av Salomon Molander och stod i den gamla kyrkan.
- Till den nya kyrkan byggdes en orgel 1917 av Eskil Lundén. Några stämmor finns kvar från den tidigare Molanderorgeln. Instrumentet omdisponerades på 1950-talet av Lindegren Orgelbyggeri AB och 1993 renoverades verket, varvid alla kilbälgar ombelädrades. Under 2000-talet skadades orgeln av vatteninträngning, men efter reparation kunde instrumentet återinvigas 2017.[4] Orgeln har 32 stämmor fördelade på två manualer och pedal.[5]
- Vid västra sidokapellet finns en kororgel, installerad 1971 och byggd av Klaus Becker Orgelbau, Hamburg. Den har sju stämmor fördelade på manual och pedal.[5]

Läktarorgelns disposition (Lundén 1916/Tostared 2016)
| Man I (huvudverk)   | Man II (svällverk)  | Ped            |
| Principal 16’       | Gedackt 16’         | Violon 16’     |
| Borduna 16’         | Vox Retusa 8’       | Subbas 16’     |
| Principal 8’        | Violin 8’           | Quinta 10 2/3’ |
| Gamba 8’            | Konsertflöjt 8’     | Violoncelle 8’ |
| Flûte harmonique 8’ | Voix céleste 8’     | Borduna 8’     |
| Dolce 8’            | Salicional 8’       | Octava 4’      |
| Gedackt 8’          | Rörflöjt 8’         | Basun 16’      |
| Octava 4’           | Principal 4’        |                |
| Rörflöjt 4’         | Flûte octaviante 4’ |                |
| Octava 2’           | Waldflöjt 2’        |                |
| Cornette 4 chor     | Corno 8’            |                |
| Trumpet 16’         | Euphone 8’          |                |
| Trumpet 8’          |                     |                |

Rooseveltlådor med mekanisk traktur med Barkermaskin på Man I, Pneumatisk registratur med registersvällare och 2 fria och 4 fasta kombinationer: piano, mezzoforte, forte, tutti. Automatisk pianopedal.
Koppel: I/Ped 8', II/Ped 8', II-II/I 16', II/I 8', I 4'.

## Bilder

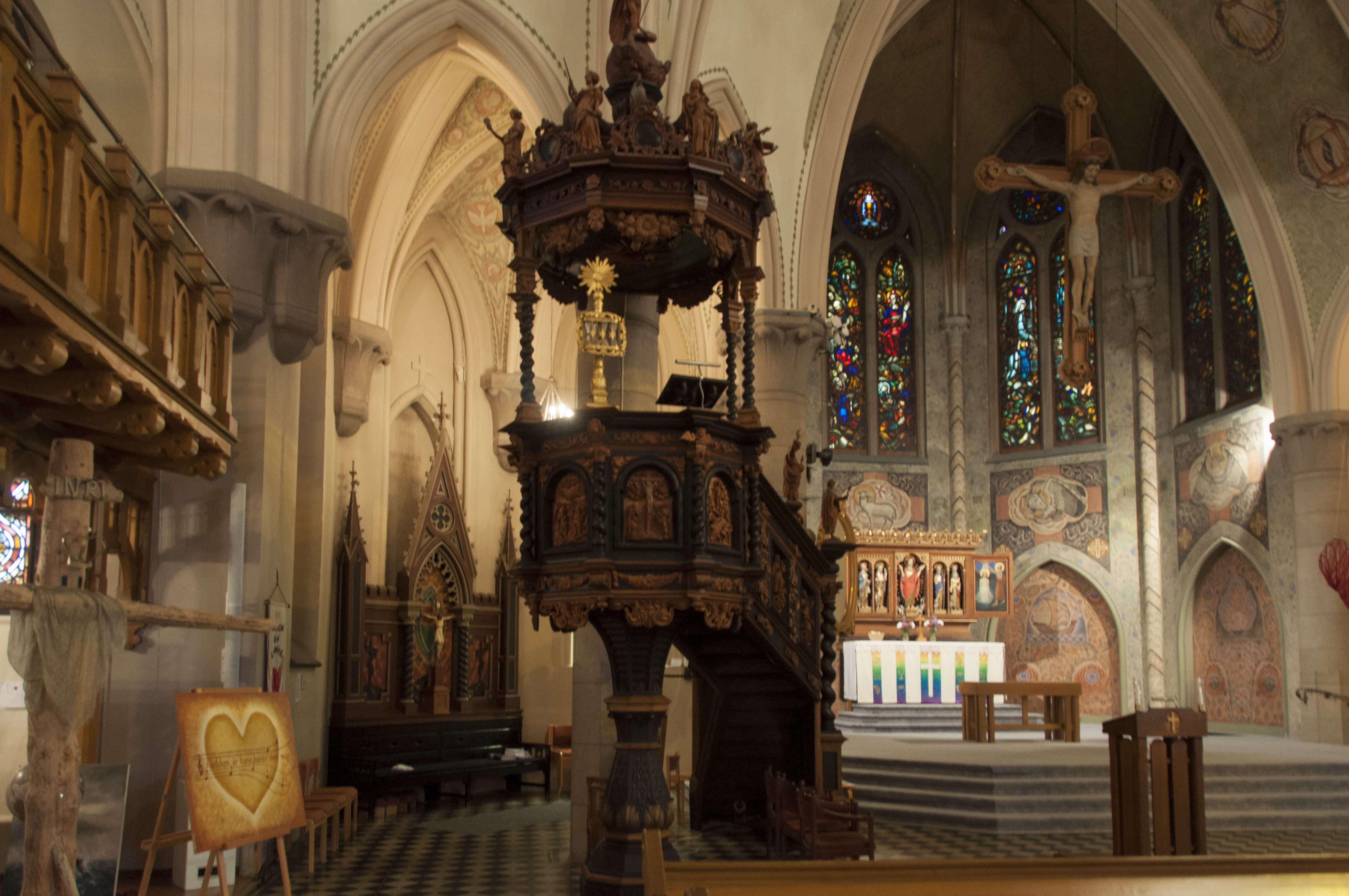
Predikstolen.
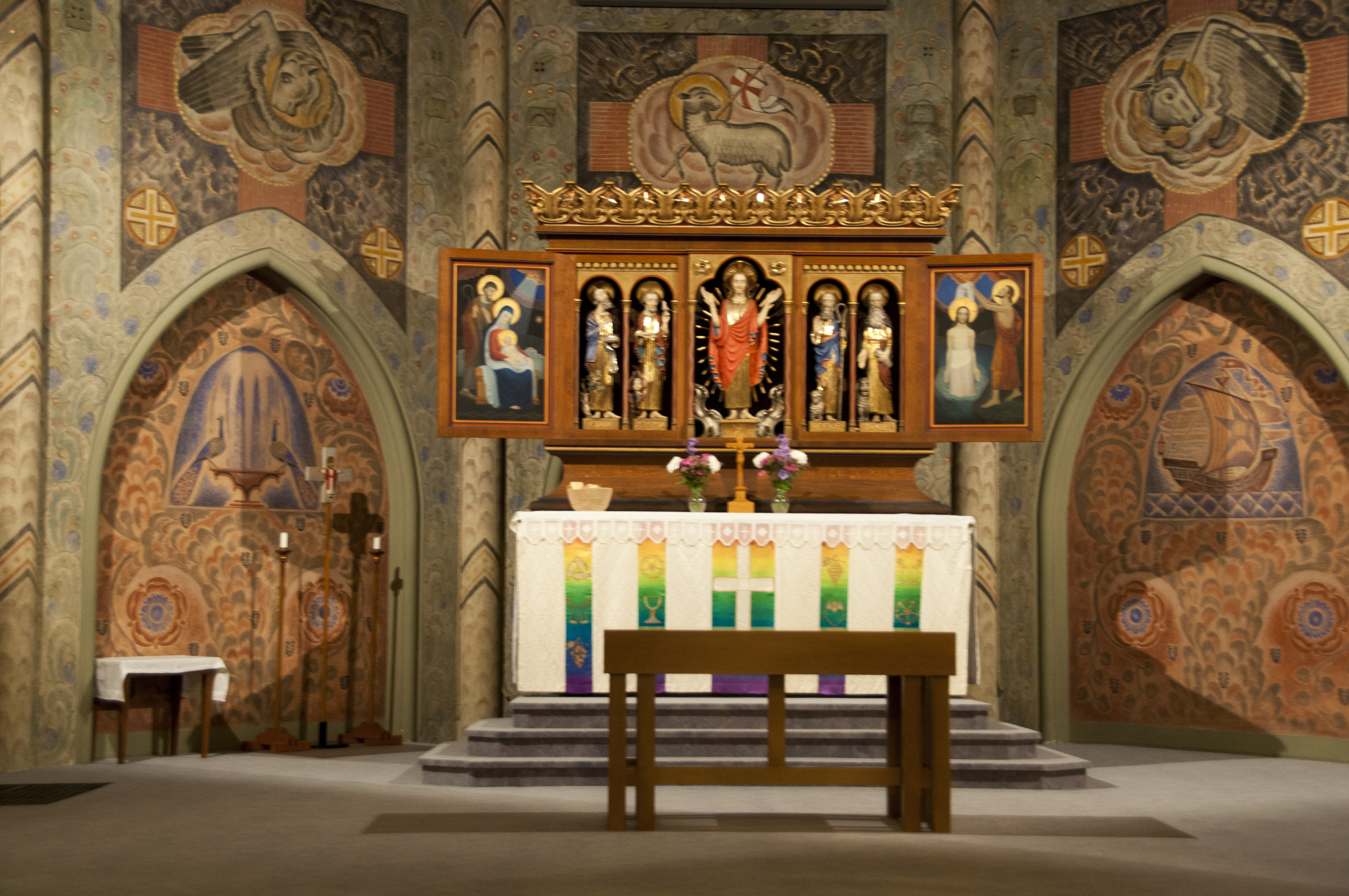
Altaret.
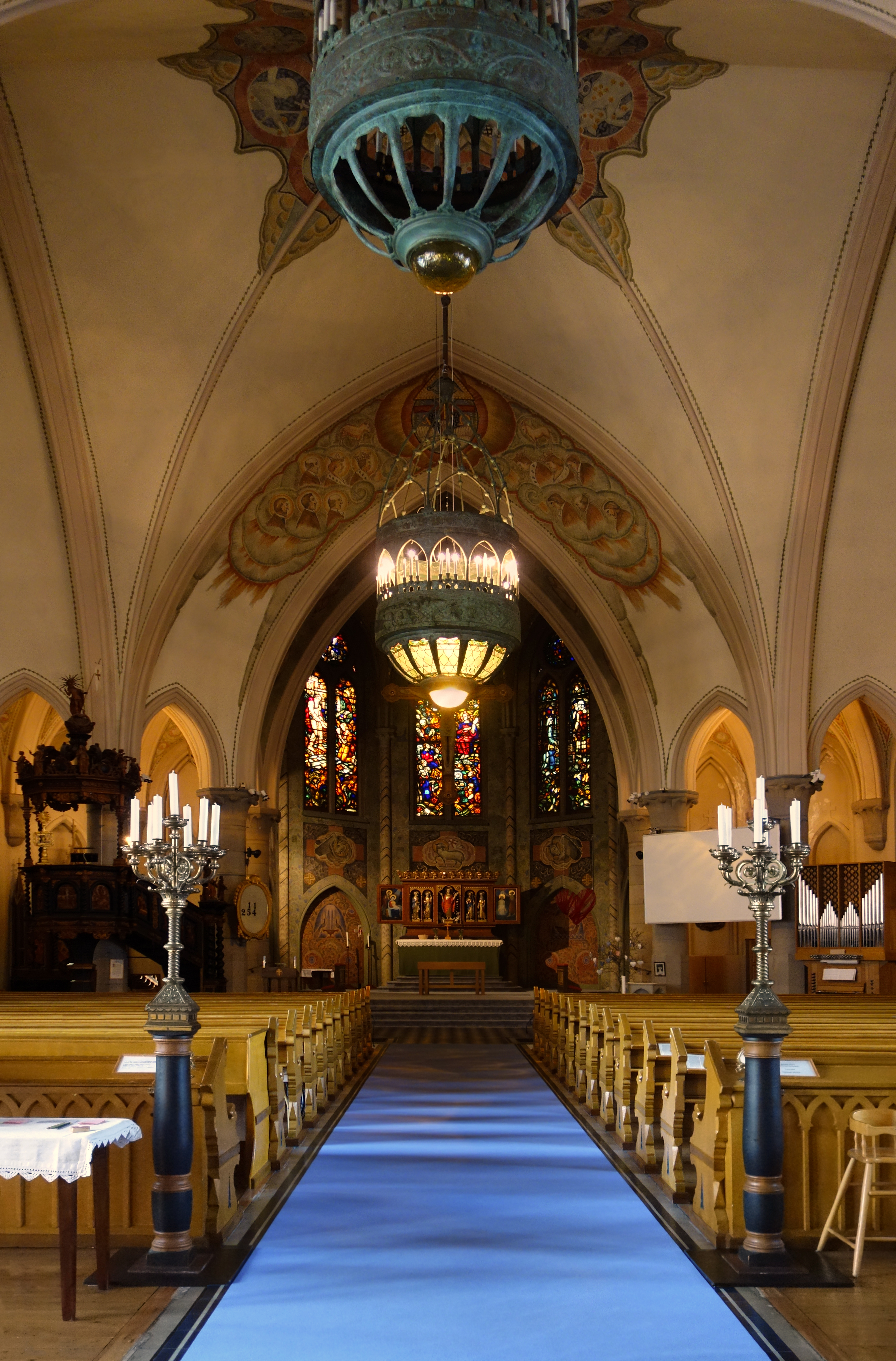
Interiör.
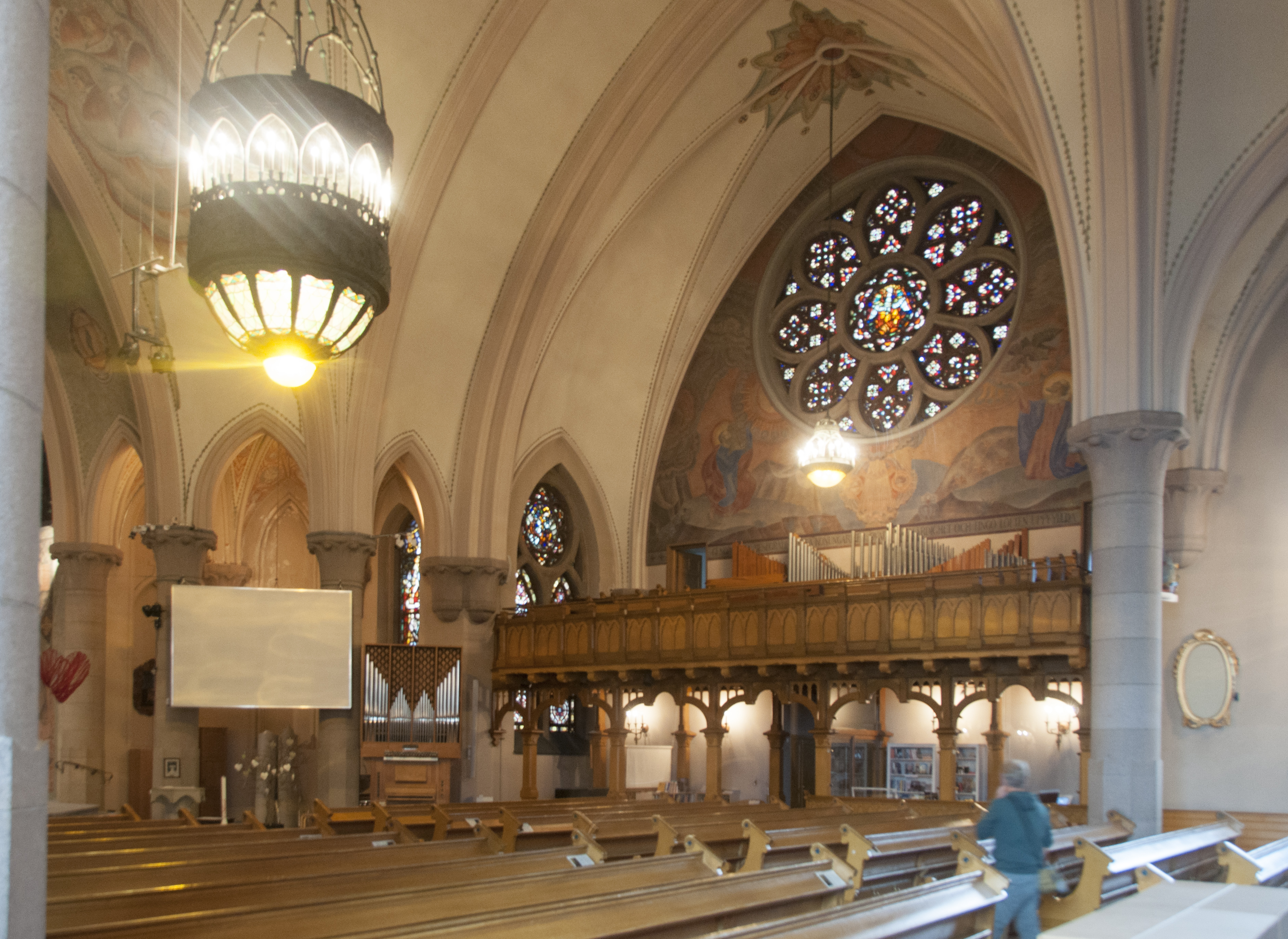
Interiör.
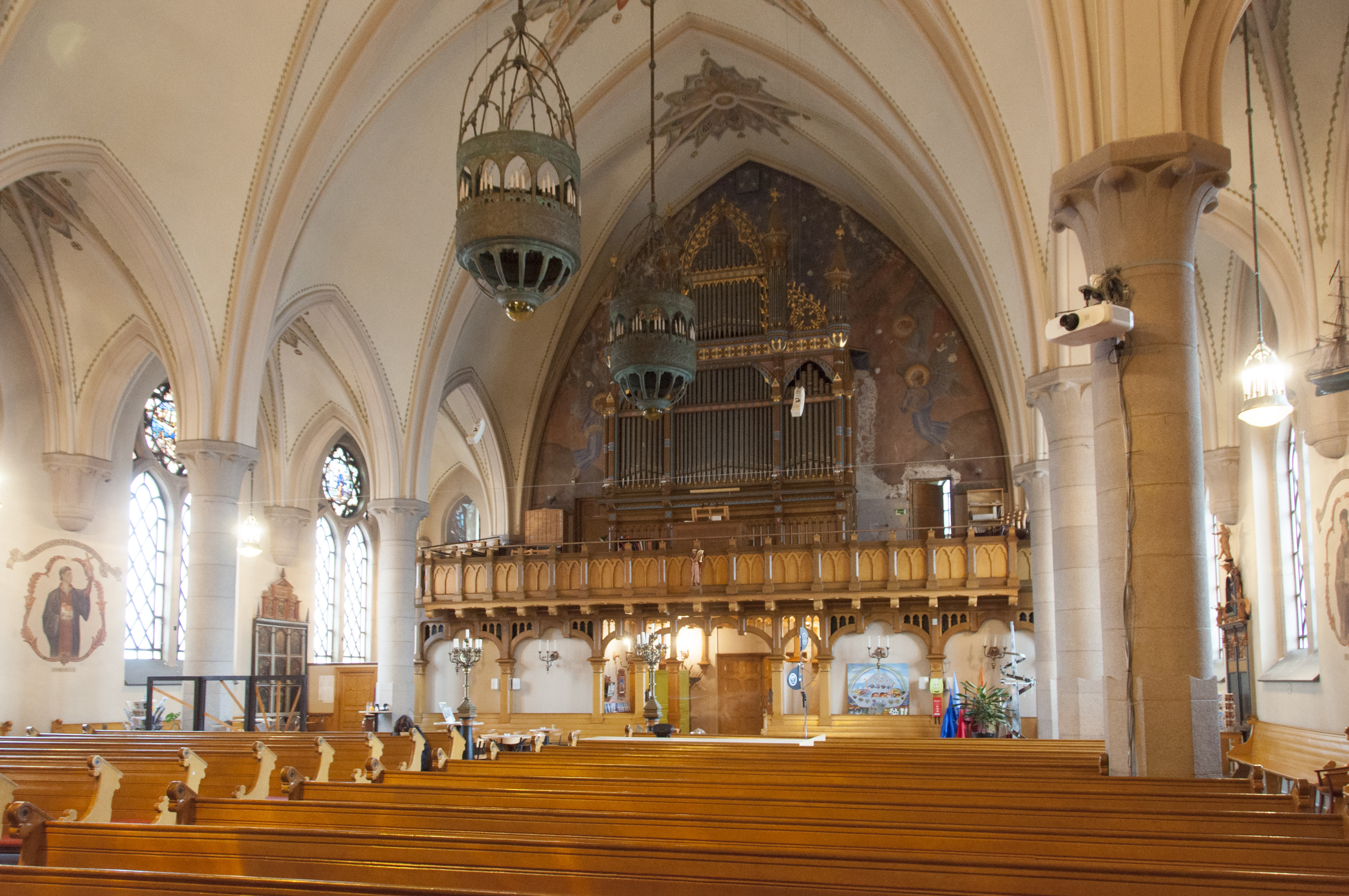
Orgelläktaren.